# スチュワード天文台
スチュワード天文台（スチュワードてんもんだい、英: Steward Observatory）は、アリゾナ大学 (University of Arizona) 天文学科の研究機関。アメリカ合衆国アリゾナ州ツーソンにあるアリゾナ大学に本部を置く。1918年に設立され、1923年4月23日に最初の望遠鏡と建物が完成して開所した。現在、アリゾナ州の山頂に5つ、ニューメキシコ州に1つ、ハワイ州に1つ、チリに1つの望遠鏡を、運用またはパートナーとして使用している。また、3つの宇宙望遠鏡や数多くの地上の望遠鏡にも装置を提供している。加えて、21世紀初頭に建設された望遠鏡に使用されている非常に大きな主鏡を製造することが可能な、世界でも数少ない機関でもある。

## 沿革
スチュワード天文台は、アメリカの天文学者・年輪年代学者アンドリュー・エリコット・ダグラスの先見性と根気によって1918年に正式に設立された。1906年、ダグラスは、アリゾナ州ツーソンにあるアリゾナ大学の物理学と地理学の助教授に就任した。ツーソンに到着するやいなや、ダグラスはハーバード大学天文台から貸与された8インチ屈折式望遠鏡を使って天文学の研究プログラムを立ち上げ、ツーソンに研究用の大型望遠鏡を建設するための資金調達を積極的に始めた。その後10年間、ダグラスは大学やアリゾナ準州（後に州）議会から資金を確保しようと努力したが、すべて失敗に終わった。この間、ダグラスは物理学・天文学部長、臨時学長を歴任し、最終的に文学・芸術・科学部長となった。
1916年10月18日、大学総長のルーファス・B・フォン・クライン・スミドは、匿名の寄付者から「巨大な望遠鏡を購入するための」6万ドルの寄付を受けたことを発表した。のちに、アリゾナ州オラクルのラビニア・スチュワード夫人による寄付であることが判明した。スチュワード夫人は裕福な未亡人で、天文学に関心があり、亡き夫のヘンリー・B・スチュワードを追悼したいと考えていた。ダグラスは、スチュワード夫人からの寄付をもとに、直径36インチのニュートン式反射望遠鏡を建設する計画を立てた。望遠鏡の製作は、オハイオ州クリーブランドのワーナー＆スウェージー社が請け負っていたが、アメリカが第一次世界大戦に参戦したことで、ワーナー＆スウェージー社には優先すべき戦争契約があったため、契約が遅れた。また、それまで大型望遠鏡の鏡の製作はヨーロッパで行われていたため、事態はさらに遅れた。戦争が始まると、ヨーロッパの会社とは契約できなくなってしまった。そこでダグラスは、この技術を開発してくれるアメリカのガラス会社を探さなければならなかった。何度かの失敗ののち、ニューヨーク州バッファローのスペンサー・レンズ社が、最終的にスチュワード望遠鏡用の36インチの鏡を製作した。
1922年7月、ついに望遠鏡が天文台の建物内に設置され、1923年4月23日にスチュワード天文台が正式に開所した。ダグラスは献辞の中で、天文台設立までの苦労を語ったのち、将来への期待について次のように雄弁に語っている。
In concluding I wish to leave with you a more general view. This installation is to be devoted to scientific research. Scientific research is business foresight on a large scale. It is knowledge obtained before it is needed. Knowledge is power, but we cannot tell which fact in the domain of knowledge is the one which is going to give the power, and we therefore develop the idea of knowledge for its own sake, confident that some one fact or training will pay for all the effort. This I believe is the essence of education wherever such education is not strictly vocational. The student learns many facts and has much training. He can only dimly see which fact and which training will be of eminent use to him, but some special part of his education will take root in him and grow and pay for all of the effort which he and his friends have put into it. So it is with the research institutions. In this Observatory I sincerely hope and expect that the boundaries of human knowledge will be advanced along astronomical lines. Astronomy was the first science developed by our primitive ancestors thousands of years ago because it measured time. Performing that same function, it has played a vast part in human history, and today it is telling us facts, forever wonderful, about the size of our universe; perhaps tomorrow it will give us practical help in showing us how to predict climatic conditions in the future.
最後に、私はより一般的な見解を皆さんに残したい。この装置は、科学的研究に捧げられるべきものである。科学研究は、大規模なビジネスの先見である。必要性がわかる前に得られる知識である。知識は力であるが、知識の領域の中のどの事実が力を与えるのかわからない。そのため、何か一つの事実や訓練がすべての努力に報いることを確信して、知識そのもののためのアイデアを発展させるのである。私はこのことが、全くの職業教育ではない場合の教育の本質だと確信している。学生は多くの事実を学び、多くの訓練を受ける。生徒たちには、どの事実と訓練が自分にとって大いに役立つのか、おぼろげにしかわからない。しかし、教育の中のある特別な部分が自分の中に根付き、成長して、彼と彼の友人がそれに費やした努力のすべてが報われることとなる。研究機関においても同様である。この天文台において、人類の知識の限界が天文学的に進歩することを心から望み、期待している。天文学は、何千年も前に私たちの遠い祖先が開発した、時間を測るための最初の科学である。この役割を果たしながら、天文学は人類の歴史の中で大きな役割を果たしてきた。そして今日、天文学は、私たちの宇宙の大きさについて、永遠に素晴らしい事実を教えてくれている。

## 観測所
スチュワード天文台は、アリゾナ州南部にグレアム山国際天文台 (Mount Graham International Observatory, MGIO) 、レモン山天文台、ビグロー山のカタリナ・ステーションの3つの観測所を運用している。また、キットピーク国立天文台 (KPNO) とホプキンス山のフレッド・ローレンス・ウィップル天文台という2つの有力な天文台でも望遠鏡を運用している。さらに、ニューメキシコ州のアパッチポイント天文台に設置されているスローン・デジタル・スカイサーベイ-IIIのパートナーでもある。このほか、キャンパスから西に約5キロメートル離れたタマモック・ヒル (Tumamoc Hill) にある学生用観測所を保全している。ツーソンにあるオリジナルの天文台の建物は、アメリカ合衆国国家歴史登録財 (National Register of Historic Places) に登録されており、公共のアウトリーチと学部の一般教育にのみ使用されている。
スチュワード天文台の子会社であるArizona Radio Observatoryは、KPNOとMGIOにそれぞれ1台ずつ望遠鏡を設置している。
スチュワード天文台は、3つの国際プロジェクトに参加している。チリ北部のラス・カンパナス天文台にある2つのマゼラン望遠鏡のフルメンバーであり、同じ地域で計画されている2つのプロジェクト、NSFヴェラ・C・ルービン天文台 (VRO) と次世代超大型望遠鏡の1つである巨大マゼラン望遠鏡にも参加している。

## 研究グループ
アリゾナ大学キャンパス内にあるアリゾナスタジアム東側の地下にあるリチャード・F・カリス鏡研究所 (英: Richard F. Caris Mirror Laboratory) は、軽量ハニカム鏡の遠心鋳造やラップ研磨など、大型鏡製造の新技術を開拓してきた。2007年までに、マゼラン望遠鏡2台の6.5 m主鏡、大型双眼望遠鏡に使われる2枚の8.4 m主鏡、VROの直径8.4 mの主鏡・三次鏡の鋳造を行い、2005年以降は巨大マゼラン望遠鏡の7枚の軸外主鏡の製作にも携わっている。
赤外線検出器研究所では、ハッブル宇宙望遠鏡のNICMOS（Near Infrared Camera and Multi-Object Spectrometer, 近赤外カメラ・多天体分光器）、スピッツァー宇宙望遠鏡のMIPS（Multiband Imaging Photometer, 多波長撮像光度計）を製作した。また、ジェームズ・ウェッブ宇宙望遠鏡では、近赤外線カメラ（NIRCam）と中間赤外線カメラ（MIRI）の開発を担当した。これらの観測装置はすでにNASAに納入されており、2021年12月に打ち上げが予定されている。
その他にも、天文補償光学センター (CAAO) 、Imaging Technology Laboratory (ITL) 、スチュワード天文台電波天文学研究所 (SORAL) 、Earths in Other Solar Systems (EOS) グループ、Astrochemistry/Spectroscopy Laboratoryなどがある。